# Polistes carnifex
Polistes carnifex (Fabricius, 1775), volgarmente vespa carnefice o vespa boia, è una vespa neotropicale appartenente alla famiglia dei vespidi ed al genere Polistes, conosciuta soprattutto per la sua dolorosissima e potente puntura. È una vespa della carta di grandi dimensioni, dai colori gialli o marroni e dalle mandibole dentate. Si stabilisce solitamente in piccole colonie fondate da regine solitarie, residenti in nidi spesso costruiti al di sotto di grondaie oppure sospesi tra i rami. Le operaie portano al nido nettare o prede macerate per nutrire le larve che sono ospitate ciascuna in una cella a parte.

## Nomi vernacolari
In Paraguay, in lingua guaraní, a causa delle sue notevoli dimensioni prende il nome di kava mainomby, ossia "vespa colibrì"; è meno spesso chiamata kava alazán o kava sa'yju, rispettivamente "vespa marrone" e "vespa gialla". Nello stato messicano di Guerrero, i Tlapanechi si riferiscono a questo insetto usando il nome di a’ma xtíya cháda, cioè "vespa dal nido a forma di huarache", poiché la forma piatta di questo ricorda molto questo tipo di sandalo.    

## Tassonomia
Nel 1768 la HMS Endeavour lasciò Plymouth per il primo viaggio di James Cook e raggiunse Rio de Janeiro qualche mese più tardi, a Novembre. Qui uno dei passeggeri, il naturalista Joseph Banks, si procurò un esemplare femmina di questa vespa che girò il mondo fino ad arrivare in Inghilterra nel 1771. Qualche anno prima, nel 1762, il danese Johan Christian Fabricius aveva raggiunto l'Università di Uppsala per studiare presso Linneo. Nel 1764 cominciò a lavorare alla sua prima opera, il Systema Entomologiæ, nel quale tentava di elencare tutte le specie di insetti allora conosciute, includendo anche ragni, granchi ed altri artropodi, secondo il sistema appreso da Linneo. Nel 1771 cominciò a fare viaggi in ogni estate a Londra, così da studiare le collezioni che erano state composte dagli studiosi. In questo modo entrò in contatto con Banks ed iniziò ad osservare il suddetto campione di vespa carnefice. Nel 1775 Systema Entomologiæ fu finalmente pubblicato e l'insetto descritto per la prima volta sotto il nome di Vespa carnifex . L'olotipo utilizzato fu proprio l'esemplare di Banks, oggi conservato al Museo di Storia Naturale di Londra. Nel 1802 Pierre André Latreille istituì il genere Polistes; nel 1804 quindi Fabricius spostò la specie lì, rimuovendola dal precedente genereVespa. 

### Classificazione supergenerica
Il genere Polistes è il più grande nella famiglia Vespidae e l'unico della tribù Polistini. È posto nella famiglia delle vespe della carta, Polistinae.

### Classificazione subgenerica
Owain Richards nel 1973, e di nuovo nel 1978, classificò la P. carnifex in un sottogenere monotipico che chiamò Onerarius. In uno studio morfologico del 1996 sulla maggior parte del genere Polistes, James Michael Carpenter scoprì che questo sottogenere faceva sì che il sottogenere Aphanilopterus fosse parafiletico e quindi l’Onerarius fosse sinonimo del sottogenere dell’Aphanilopterus. Tuttavia, nel 2018 Carpenter non ha più seguito la propria interpretazione tassonomica preferendo continuare ad utilizzare il termine Onerarius di Richards.
Nel 1857 de Saussure fu il primo a cercare di classificare la specie dei Polistes, in base alla forma dell'addome, che sia questo conico, con il primo segmento largo e restringendosi fino ad un ultimo segmento compresso, con un metatorace allungato e dalla forma conica; o con un addome a forma ovale, con il primo segmento ampolliforme (a forma di ampolla) e un metatorace più piatto e con un'estremità meno allungata. Sempre de Saussure inserì la P. carnifex in un terzo gruppo con caratteristiche intermedie tra queste due elencate, insieme alla P. aurifer ed a una nuova specie che descrisse del New Mexico (un territorio messicano che era stato recentemente conquistato e annesso dagli Stati Uniti e che all'epoca comprendeva tutto tra la California moderna e il Texas orientale), la P. comanchus.
Tra le specie di Polistes che si trovano a Pará (Brasile), Adolpho Ducke raggruppa la P. carnifex con le P. canadensis, P. goeldii e P. versicolor, in base alla morfologia del mesopleurone.
Uno degli ipotetici alberi filogenetici evidenzia che la P. carnifex sia più strettamente imparentata con la P. major e più distante dalle seguenti specie: P. apachus, P. aurifer, P. bellicosus, P. carolina, P. metricus, P. poeyi haitiensis e P. perplexus. Tuttavia, non esiste un consenso unanime sulla filogenesi della P. carnifex, quindi nessun singolo albero filogenetico può essere considerato corretto.

### Sottospecie
Sono riconosciute le seguenti sottospecie:
- Polistes carnifex carnifex, che vive in Brasile, Costa Rica, Messico e negli USA,
- Polistes carnifex boliviensis (Bequaert, 1936) che dimora in Colombia, Perù e Bolivia,
- Polistes carnifex rufipennis (Latreille, 1833), che si trova in Honduras, Panama e Venezuela.

L'olotipo della sottospecie P. carnifex boliviensis fu prelevato da José Steinbach in Bolivia, nel Dipartimento di Santa Cruz. Questo e tre paratipi provenienti da Perù e Bolivia sono conservati nel Museo di Zoologia Comparativa, nell'Università Harvard. La sottospecie Polistes carnifex rufipennis fu originariamente descritta da Latreille come P. rufipennis e l'esemplare proveniva da una collezione creata da Alexander von Humboldt e Aimé Bonpland durante il loro viaggio nelle Americhe. 

### Etimologia

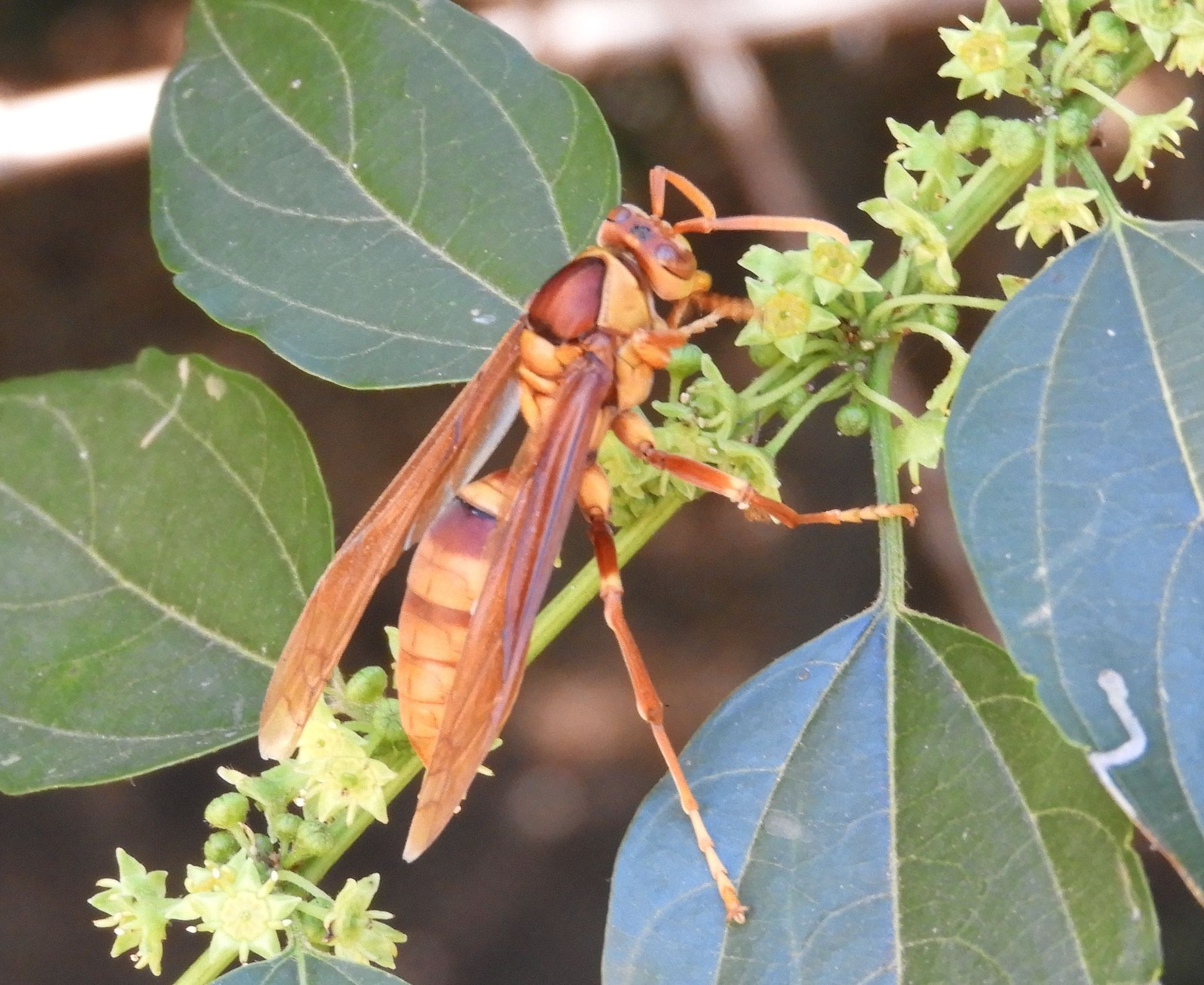
P. carnifex intenta a raccogliere il nettare

L'etimologia dell'epiteto carnifex viene dal latino e significa "boia" o "carnefice". La parola carnis, "carne" combinata con il suffisso -fex, derivato dal verbo facio cioè "fare" dà origine all'epiteto, probabilmente dovuto al dolore provocato dalla puntura. 

## Descrizione
P. carnifex è la più grande vespa neotropicale appartenente al genere Polistes con una lunghezza complessiva di circa 3 cm. La taglia media è di circa  24-27 mm, con un massimo di 33 mm. Nonostante la taglia imponente è relativamente poco aggressiva. La livrea assunta dagli individui è solitamente gialla con bande marroni, alcune delle quali sono parzialmente nere. Le antenne sono gialle con una base più scura. La testa ha gli stessi colori, la sommità ha però strisce rossicce o marroni. Le mascelle sono anch'esse rosse o marroni contornate di nero. Il torace è giallo, il dorso nero con un quartetto di macchie sempre marroncino-rossicce. Il protorace, così come l'addome sono completamente gialli, il tergite invece è più scuro alla base. Le ali assumono una livrea molto simile a quella del resto del corpo, sono sempre infatti tendenti al rosso. La parte terminale delle zampe è nera. Come altre specie appartenenti al genere Polistes manca del solco epicnemiale. Possiede un primo tergite piuttosto compatto, convesso ed abbastanza elevato se comparato al punto in cui l'addome si connette al torace. Altra particolarità della vespa carnefice è che gli occhi non toccano il clipeo. Il primo segmento gastrico è più lungo che largo.                      P. carnifex rufipennis differisce dalle altre sottospecie per via del colore bruno, quasi castagna, del corpo e delle ali. Latreille la descrive dicendo che le antenne, la parte superiore delle mandibole, il primo e l'ultimo segmento del torace, la zona oltre il secondo scutello l'ultima parte del tarso sono più giallastre. Continua affermando che una parte dei fianchi inferiori ed anteriori, il colore dello scutello ed il segmento al di sopra di questo, chiamato da Latreille "secondo scutello", sono di colore simile ma più pallido. Aggiunge inoltre che l'addome e le ali sono lucidi.e che la lunghezza del corpo della creatura è di 26 mm.

### Mandibole
In quanto membro dell'ordine degli Imenotteri, la vespa carnefice ha delle mandibole che, pur essendo corte, vengono usate per ottenere fibre lignee, costruire nidi o catturare e macerare prede. Nonostante siano di dimensioni ridotte queste sono marcatamente larghe, con un rapporto lunghezza-larghezza di circa 2:1. Particolarità delle mandibole è il possedere denti che, comparati ad altre specie, presentano il bordo anteriore del terzo dente allungato. 

### Specie simili
Secondo la chiave dicotomica ideata da Bolívar Rafael Garcete-Barrett, le specie paraguaiane più simili a P. carnifex sarebbero P. cavapyta, dalla testa completamente gialla e con bande arancione ruggine, e P. lanio con una colorazione nera sul torace e sul retro dell'addome. Inoltre anche P. canadensis presenta affinità per quanto riguarda la livrea: il torace è infatti rosso tranne per le suture tra le placche che costituiscono l'esoscheletro, le quali sono nere. Anche P. major ha colori simili ed organi genitali maschili molto caratteristici. In Nicaragua, le specie simili secondo Jean-Michel Maes. Per il Brasile, la chiave dicotomica di Duke compara la vespa carnefice a P. claripennis la quale ha una colorazione gialla anch'essa ma più pallida. È però molto più piccola e non ha le stesse grandi placche guanciali. Secondo Joseph Charles Bequaert nel 1936 molti dei campioni denominati come P. carnifex erano in realtà P. major, segnale evidente della somiglianza tra le due vespe e della confusione che generano.

## Distribuzione

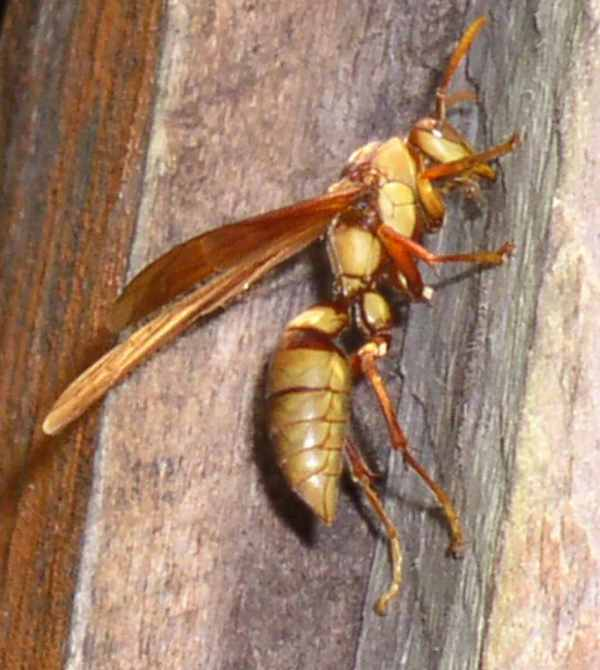
Vespa carnefice in Belize

La vespa carnefice è nativa dell'America centrale e meridionale; il suo areale si estende dall'Arizona ed il sud del Texas fino alla Provincia di Misiones, nel nord dell'Argentina. Nel 1907 Ducke affermò che la specie era riscontrabile nelle Grandi Antille ma secondo quanto disse Bequaert nel 1936 P.carnifex non era diffusa né negli USA né nelle Antille. Ciò fu dimostrato errato nel 1940, anno in cui John J. duBois catturò in Arizona il primo esemplare; la notizia fu pubblicata nel 1955. La vespa carnefice è diffusa in Brasile (negli stati di Rio de Janeiro, Pará and Paraná), in Messico (Bassa California, Guerrero, Jalisco, Morelos, Nayarit, Oaxaca, Sinaloa, Sonora, Veracruz, Yucatan e Città del Messico), in Paraguay (nei dipartimenti di Alto Paraná, Canindeyú, Paraguarí and San Pedro).

## Ecologia

### Habitat
La vespa carnefice si trova in aree costiere, umide o zone aperte e nella foresta tropicale. 

### Comportamento
Prima degli anni 70 si sapeva ben poco della biologia o sul comportamento di questo insetto. È una vespa della carta facente parte della famiglia Polistinae e come tale ha un comportamento eusociale

### Nido

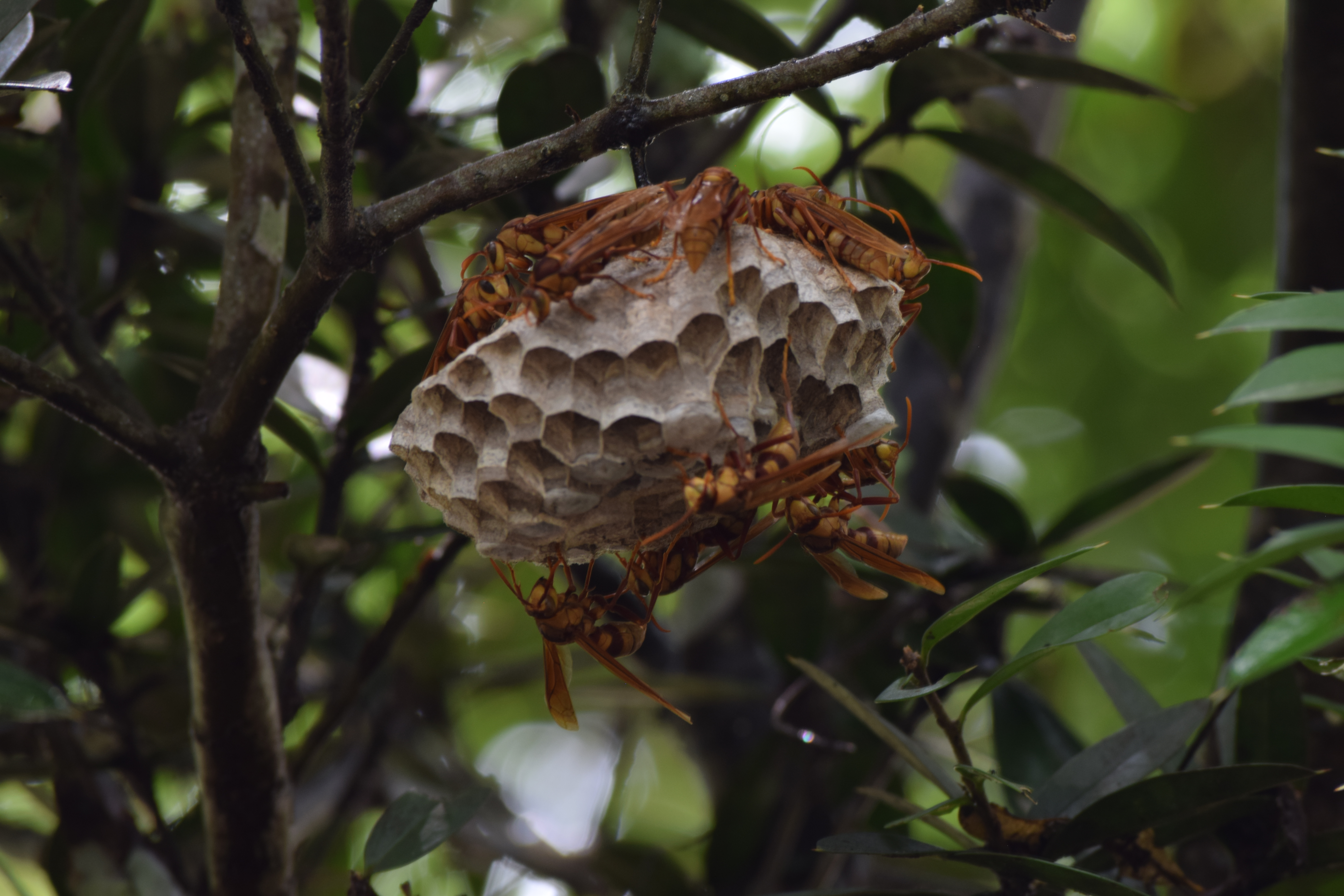
Nido di P.carnifex

Viene costruito con fibre di legno che le vespe masticano fino a ridurlo ad una sostanza simile alla carta. L'intera opera è orizzontale e ricca di celle nelle quali vengono allevate le larve. P. carnifex non ha preferenze per quanto concerne il sito di costruzione: possono essere osservati infatti nidi pendenti dai rami o anche da grondaie di edifici. I nidi sono sostenuti da un peduncolo rinforzato con del materiale gelatinoso resistente. Le maggiori dimensioni mai misurate sono di circa 9 cm di diametro e 27.8 mm di lunghezza. Sono popolati dai 4 ai 13 individui. Durante alcuni studi è stato osservato che delle 28 celle totali della struttura in questione solo una, nella periferia, è stata allargata. Il numero è invece rimasto costante. Il nido viene fondato da una regina solitaria che costruisce le celle con fibre di legno macerato. Per creare una colonia la regina parte costruendo una cella introducendo una palla di materiale recentemente macerato. Dopodiché depone le prime uova che si schiudono in larve che nutre con nettare e prede catturate. Le larve si sviluppano e diventano operaie che aiutano la regina nella costruzione del nido e nell'espandere la colonia, in quanto possono anche accoppiarsi. Nel 1972 furono osservati sei nidi e non tutti avevano una femmina con "ovarie ben sviluppate".

### Alimentazione

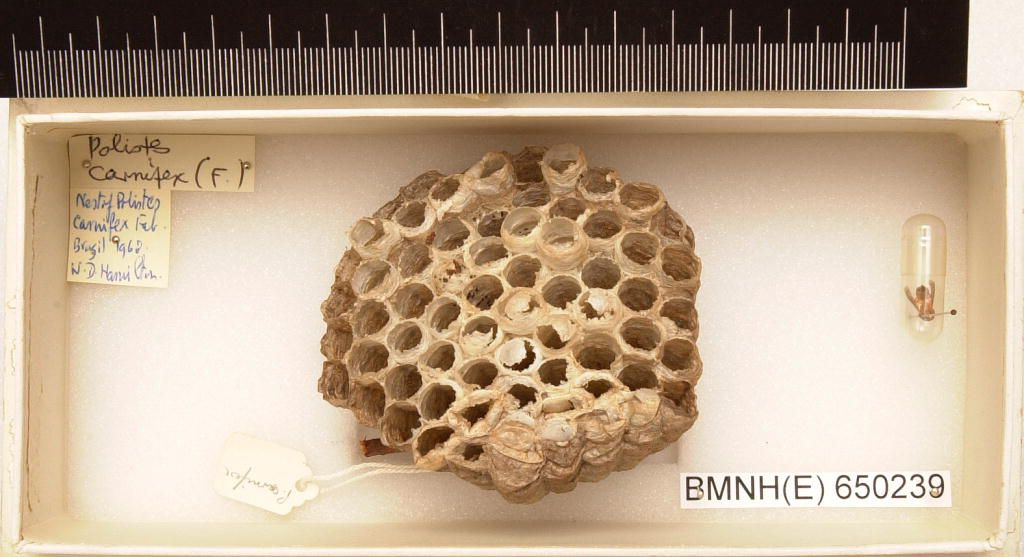
Nido vuoto di vespa carnefice

Il naturalista inglese Thomas Belt osservò una vespa carnefice trovare, uccidere e masticare un grosso bruco fino a ridurlo ad una poltiglia macerata. L'insetto prese poi parte della sua preda e si librò in volo, facendo diversi cerchi per aria nell'area in cui, in mezzo al fogliame, giaceva l'altra metà del bruco. L'animale quindi se ne andò per tornare qualche minuto dopo e localizzare la zona corretta tra le foglie. Attraversando il fogliame, l'insetto non fu subito capace di trovare l'esatto punto in cui aveva riposto la preda però, dopo diversi tentativi infruttuosi cui alternò piccole circonduzioni aeree, trovò il resto del bruco che, una volta sollevato, condusse con sé al nido. Belt rimase stupefatto dal fatto che la vespa era stata in grado di usare un processo mentale simile a quello che un essere umano avrebbe usato ricordare la posizione specifica di un oggetto. In Colombia furono osservate ben 29 vespe ritornare al nido, delle quali 25 trasportavano nettare, 3 prede macerate ed una fibre per l'ampliamento del nido. Una volta giunte a destinazione, l'insetto di status maggiore richiese cibo ad una vespa in particolare per nutrire sé e le larve, cosa che fece insieme all'altra. Ognuna intromise la testa dentro una cella per poi bussare con le antenne e depositare cibo. Il tamburellare prodotto che poté essere udito dal ricercatore situato a circa un metro di distanza, potrebbe aver avuto la funzione di avvertire la larva della presenza di nutrimento. 

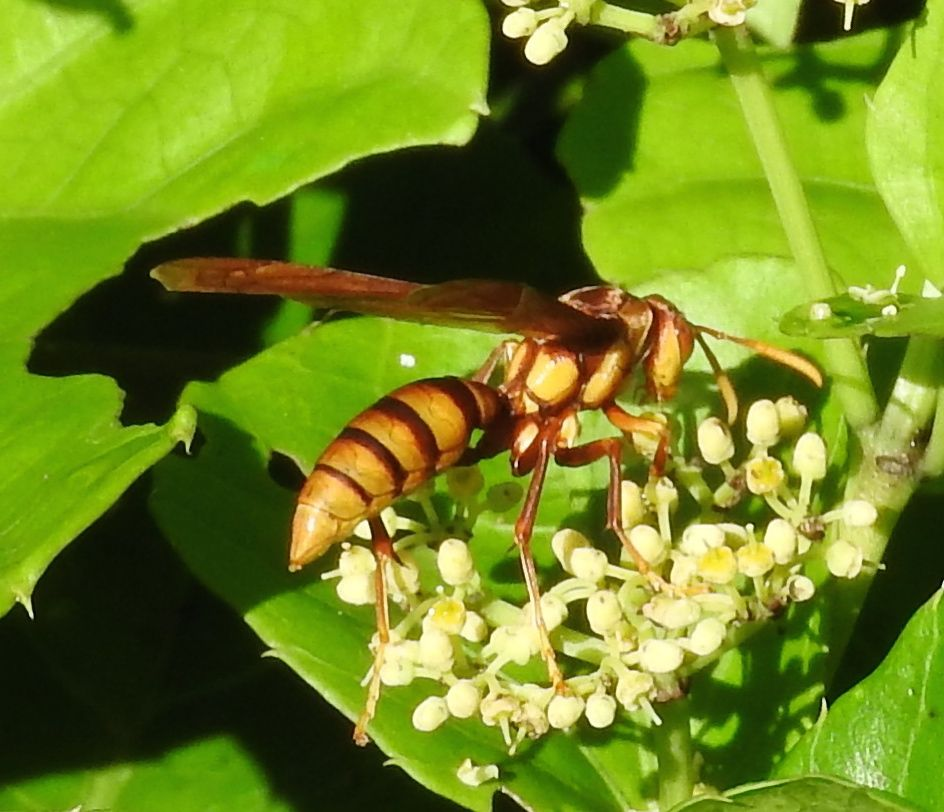
Vespa carnefice intenta a nutrirsi di nettare

### Territorialità
In Costa Rica i maschi si radunano sui crinali delle montagne dove stabiliscono il loro territorio, costituito da alberi privi di nidi e scacciano altri maschi rivali della stessa specie che provano ad inserirsi nei loro domini. Ciò suggerisce che le femmine si accoppino solo con i maschi che occupano tali territori. 

### Interazioni con altre specie
In Costa Rica alcuni nidi (i quali sovente pendono dai rami bassi di alberi spinosi vicini a paludi) sono stati trovati in concomitanza con quelli di altre vespe appartenenti al genere Polybia o Mischocyttarus. Componenti di questi due generi sono spesso stati trovati vicino tra di loro, mentre, la vespa carnefice, solo in rare occasioni è stata osservata in prossimità di tali generi. L'associazione di P. carnifex con altre specie di vespe sociali non è stata riportata altrove. Sembra che P. major sfrutti il mimetismo batesiano per confondersi con la vespa carnefice.

#### Parassiti
Grazie ad uno studio condotto su sei nidi venne alla luce che in tre celle c'era un uovo di troppo ma che apparteneva pur sempre a P. carnifex. L'autore dello studio non trovò evidenza di parassitismo, apparve però evidente che le vespe erano infettate da un insetto appartenente al genere Xenos ed all'ordine Strepsistera. Questi parassiti obbligati colpiscono le larve in crescita e sono riscontrabili sull'addome dopo la schiusa delle uova. Rimangono lì fino a quando non penetrano la cuticola e diventano pupe nel caso siano maschi, oppure rilasciano uova o larve sui fiori sui quali si posa il loro ospite. Vengono poi portati nuovamente al nido grazie a nuove vespe in cerca di cibo. 

## Puntura
Sebbene non sia particolarmente aggressiva, la vespa carnefice si è guadagnata una brutta reputazione a causa della sua puntura in numerosi paesi dell'America Latina. La celebrità di YouTube Nathaniel "Coyote" Peterson si è deliberatamente esposto ad una varietà di punture di insetti per intrattenimento e scopi educativi ed ha dichiarato che la puntura ricevuta da questo insetto sia stata la più dolorosa mai ricevuta, peggiore persino di quella del calabrone gigante asiatico o di quella della formica proiettile. Ha anche detto che la puntura gli ha causato necrosi: “My arm was swollen for days, and eventually a small hole rotted in my arm from the venom at the sting site." (Il mio braccio è rimasto gonfio per giorni ed inoltre una piccola porzione di pelle sul mio braccio è marcita a causa del veleno sul luogo della puntura).